# Swantiboriden
Die Swantiboriden waren eine Nebenlinie des in Pommern herrschenden Greifenhauses. Die Swantiboriden sind im 12. und 13. Jahrhundert über fünf Generationen hinweg nachweisbar. 

## Geschichte
Der Stammvater dieser Nebenlinie, Swantibor, ist nur aus zwei Urkunden aus den Jahren 1187 und 1196 bekannt, in denen er als Vater von Wartislaw Swantiboricz erwähnt wird. Letzterer wird in Urkunden als ein Verwandter des in Pommern herrschenden Greifenhauses bezeichnet. Das genaue Verwandtschaftsverhältnis ist unbekannt; möglicherweise war Swantibor I. ein Vetter der ersten namentlich bekannten Herzöge aus dem Greifenhaus, Wartislaw I. und Ratibor I. Möglich ist auch, dass die Swantiboriden auf den 1106/1107 erwähnten Pommernherzog Suatobor zurückgehen.
Wartislaw Swantiboricz war Kastellan von Stettin und Begründer des Klosters Kolbatz. Seine Nachfahren werden teils als Kastellane von Stettin genannt. Über sie ist wenig bekannt. Die Linie der Swantiboriden starb mit Kasimir († vor 1281) aus. 
Ob Bischof Konrad († 1233) von Cammin ein Sohn von Wartislaw Swantiboricz und somit ein Swantiboride war, ist umstritten. Der Historiker Robert Klempin (1816–1874) nimmt dies an; der Historiker Martin Wehrmann (1861–1937) hingegen bezeichnet diese Annahme als „höchst zweifelhaft“ und nimmt Bischof Konrad nicht in seine Stammtafel der Swantiboriden auf.

## Stammliste der Swantiboriden
1. Swantibor (I.) (1187 und 1196 genannt)
  1. Wartislaw Swantiboricz († 1196), Kastellan von Stettin
    1. Bartholomäus von Stettin († um 1220), vielleicht Kastellan von Stettin
      1. Wartislaw († 1233), wahrscheinlich Kastellan von Stettin
        1. Bartholomäus († nach 1254)

      2. Swantibor (um 1220 genannt?) [Existenz unsicher]

    2. Konrad († 1233), Bischof von Cammin [Zugehörigkeit zu den Swantiboriden unsicher]
    3. Kasimir († um 1220), Kastellan von Kolberg
      1. Odolaw (1187 genannt) [Zugehörigkeit zu den Swantiboriden unsicher]
      2. Swantibor (II.) († nach 1244), Kastellan von Kolberg
        1. Kasimir († vor 1281), Kastellan von Kolberg